# 德劳乡
德劳乡，是缅甸掸邦东部第四特区色勒县下辖的一个乡。

## 地理
德劳乡位于色勒县西部，南接养广乡，东接色勒乡，北接万卡乡、瑙侯乡和缅控区勐养城区，西接缅控区勐养镇区。

## 区划沿革
2018年9月，第四特区政府从万卡乡和养广乡析置德劳乡。

## 行政区划
德劳乡下辖19个村寨：
- 瑙劳村（နောင်လောင်းရွာ）[4]
- 瑙梁村（နောင်လျဲန့်ရွာ）
- 德甘村（တိကန်ရွာ）[5]
- 德腊村[6]
- 德良村
- 迈纽勒村（မိုက်ညို့ပေါ်ရွာ）
- 回骄村[7]
- 回景村[8]
- 回崩村[9]
- 回良村[10]
- 回蚌优村（ဟွေပုံယိုရွာ）
- 卡角囡村（ခါကျော့နွဲ့ရွာ）[11]
- 南窝松村[12]
- 翁迈松村
- 万贡村（ဝမ်ကုန်ရွာ）[13]
- 宾果村（ပိန်းကော့ရွာ）[14]
- 勐德村[15]
- 达蒙村

## 教育
德劳乡境内有恩盈学校等乡村学校。